# Pezizomycotina
Sous-division
Les Pezizomycotina (anciennement nommés euascomycètes) sont une sous-division de champignons ascomycètes. Ce groupe comporte environ 90 % des ascomycètes connus, avec plusieurs dizaines de milliers d'espèces décrites ; tous sont filamenteux (formés d'hyphes).
Les modes de vie et les habitats de ces champignons sont très variés : certains sont saprophytes, d'autres vivent en association avec des algues pour former les lichens, quelques-uns sont ectomycorhiziens, de nombreux autres parasites ou symbiotes de plantes ou d'animaux.

## Description

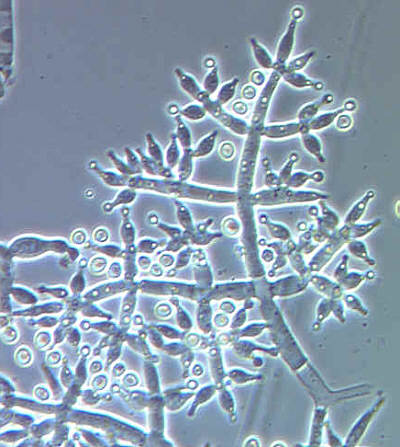
Conidiophores de Trichoderma harzianum

Les mycéliums sont formés d'hyphes septés. Les pores simples sont régulés par des corps de Woronin. Les mycéliums sont en général haploïdes, le stade dikaryon n'apparaissant qu'immédiatement avant la fusion sexuelle.

## Classification
Le groupe est subdivisé en onze classes,, et trois ordres ont un placement non encore déterminé :
- classe Arthoniomycetes
- classe Dothideomycetes
- classe Eurotiomycetes
- classe Geoglossomycetes
- classe Laboulbeniomycetes
- classe Lecanoromycetes
- classe Leotiomycetes
- classe Lichinomycetes
- classe Orbiliomycetes
- classe Pezizomycetes
- classe Sordariomycetes
- Pezizomycotina, ordres incertae sedis
  - ordre Lahmiales
  - ordre Medeolariales
  - ordre Triblidiales

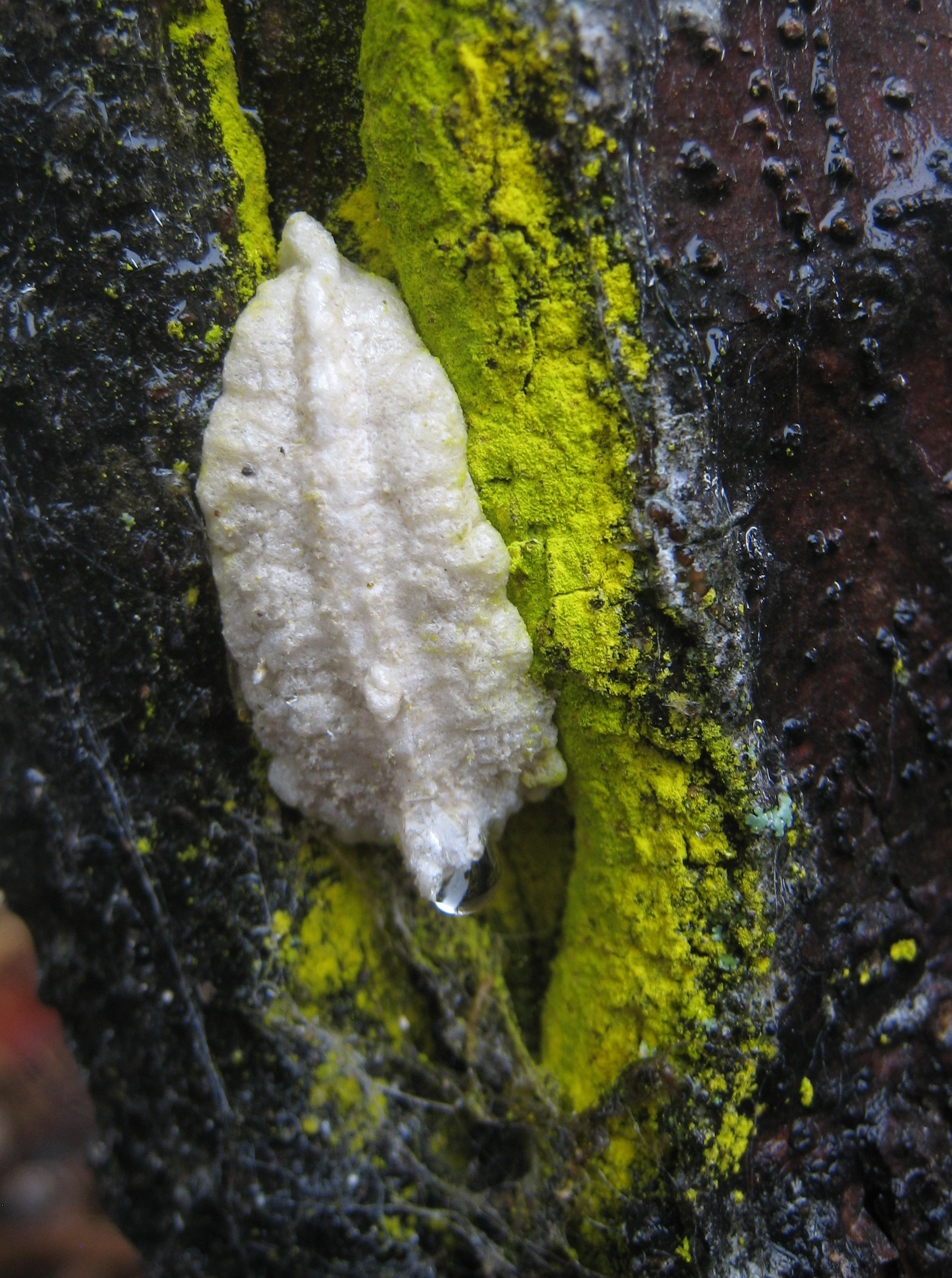
Chrysothrix candelaris (jaune, Arthoniomycetes)
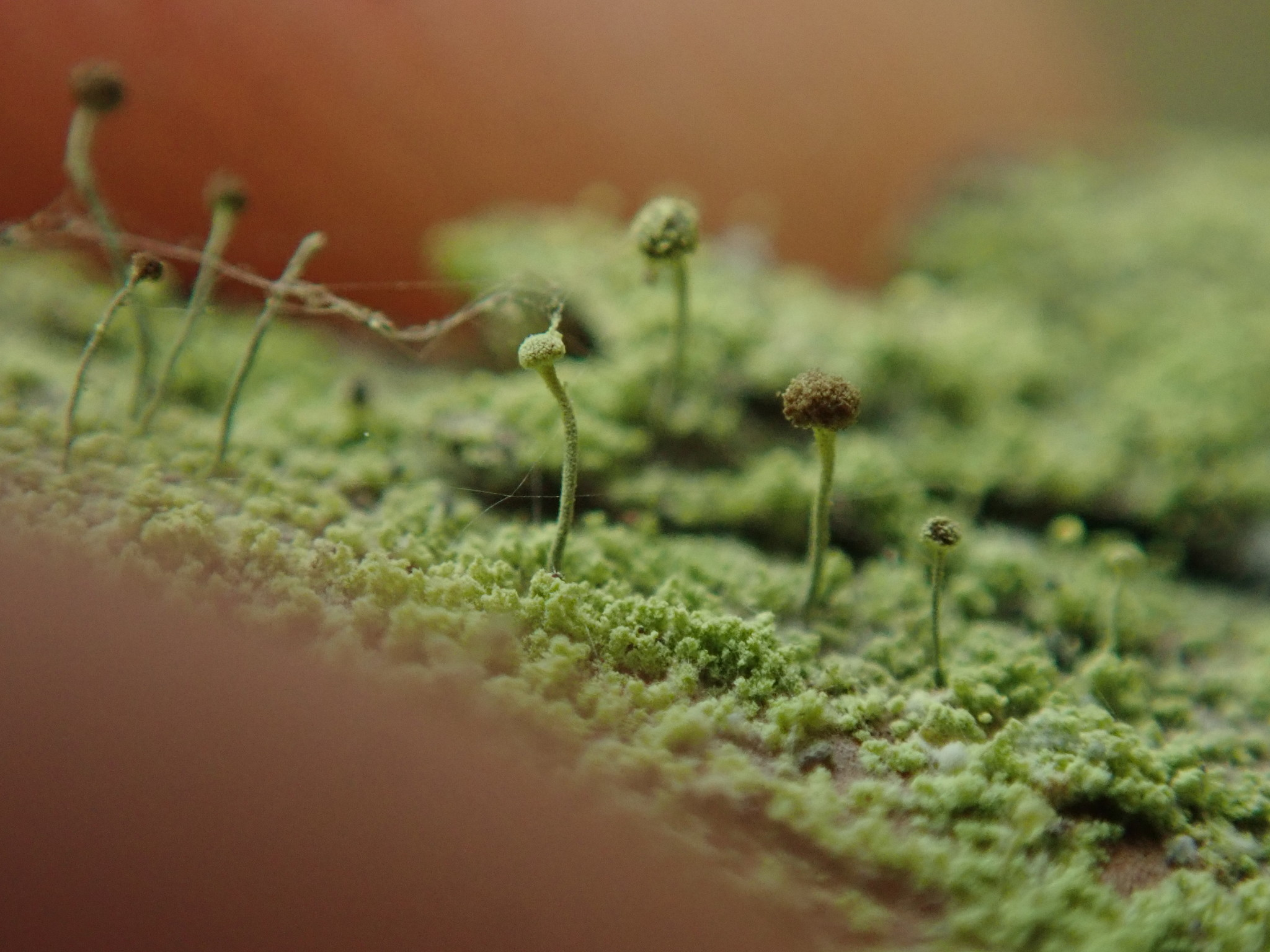
Chaenotheca furfuracea (Coniocybomycetes)
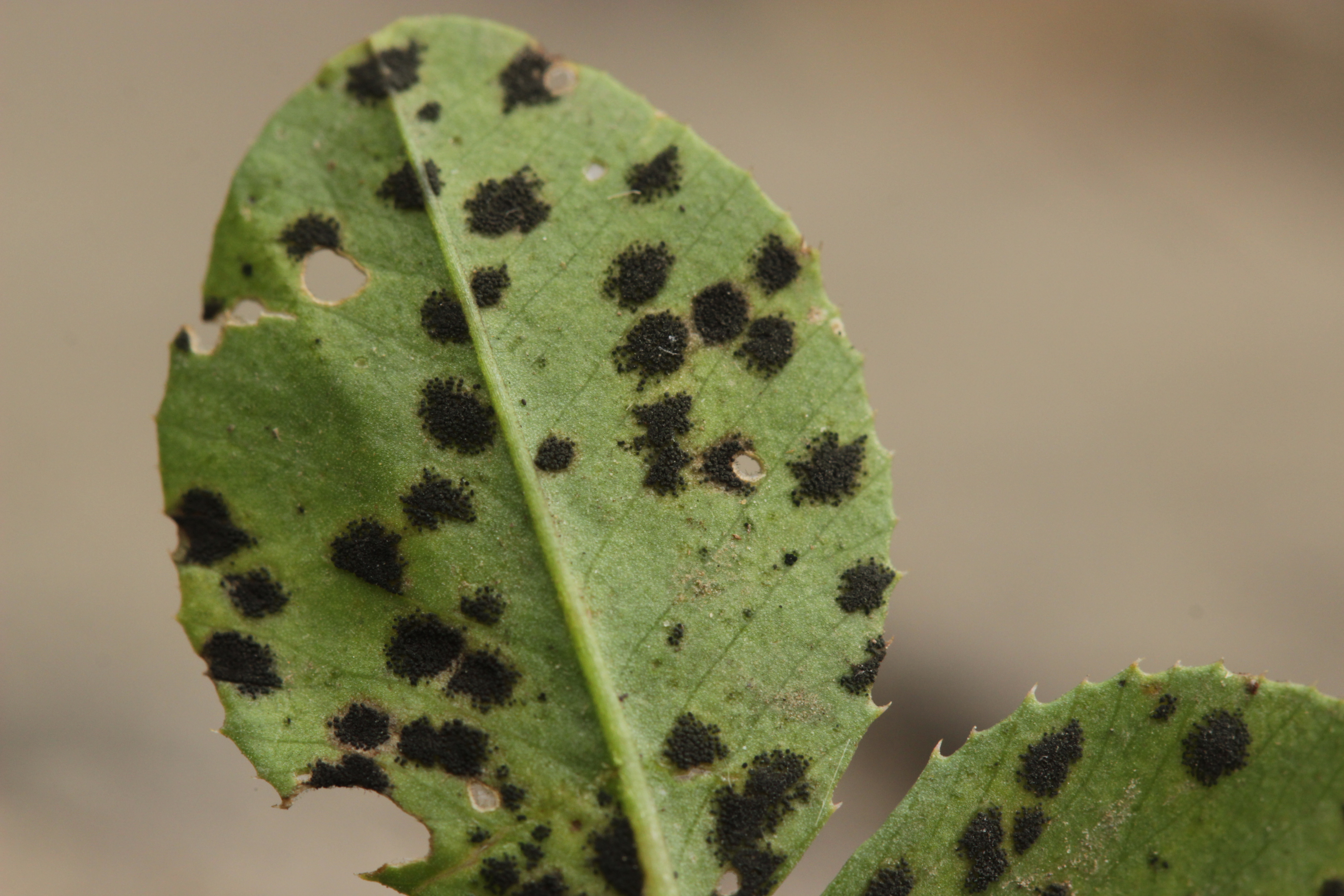
Polythrincium trifolii (Dothideomycetes)
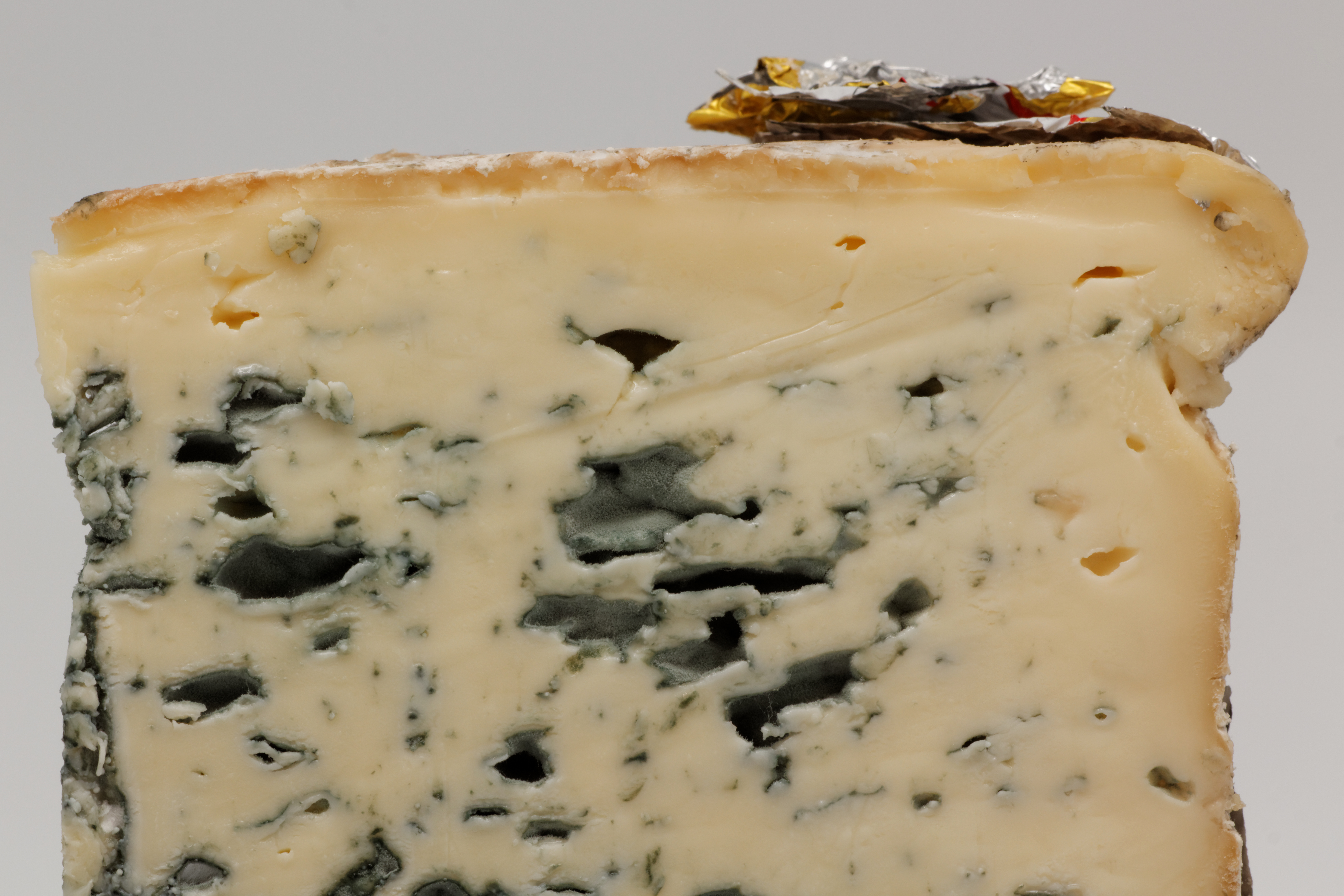
Penicillium roqueforti (bleu, Eurotiomycetes)
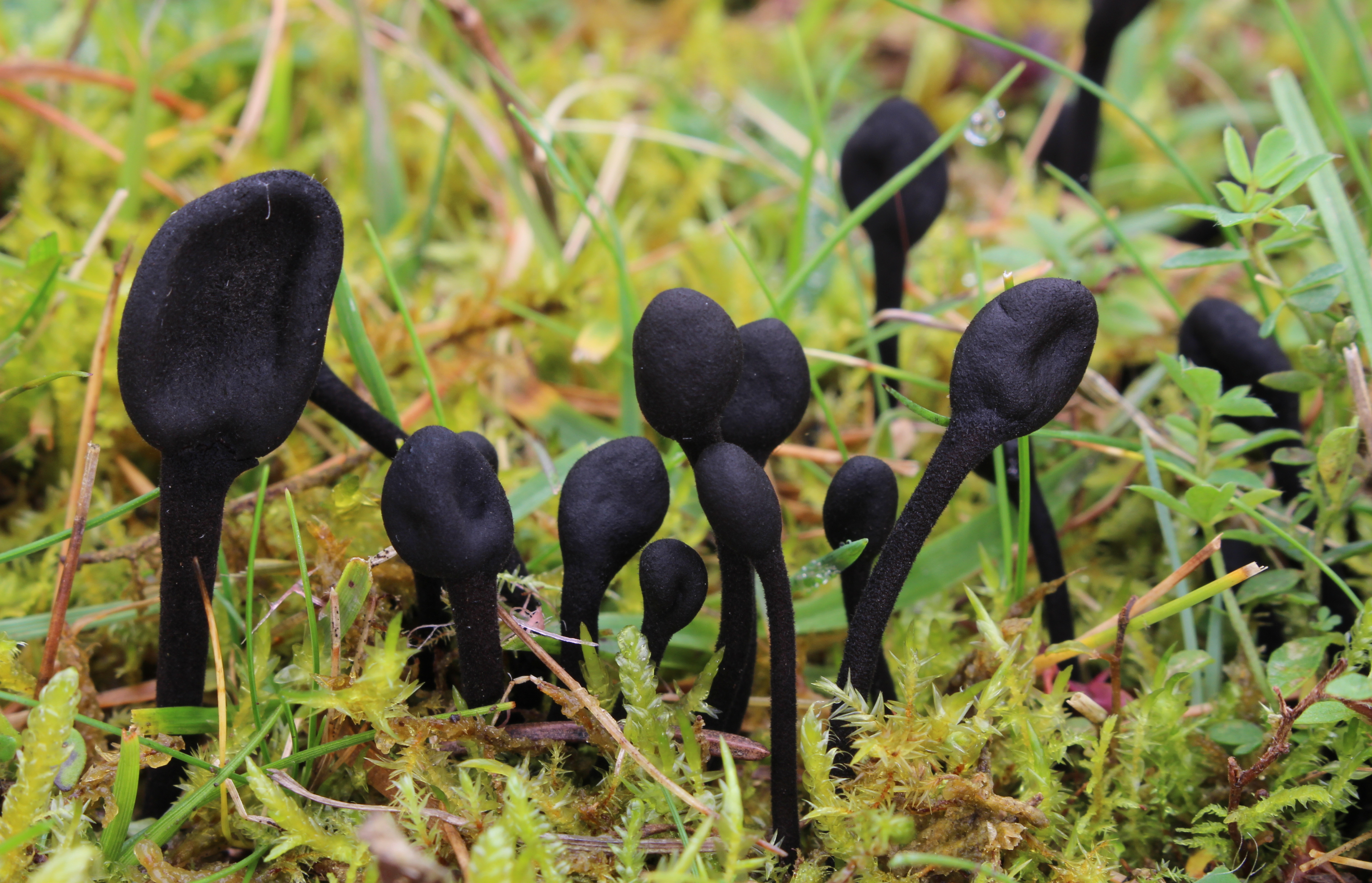
Trichoglossum hirsutum (Geoglossomycetes)
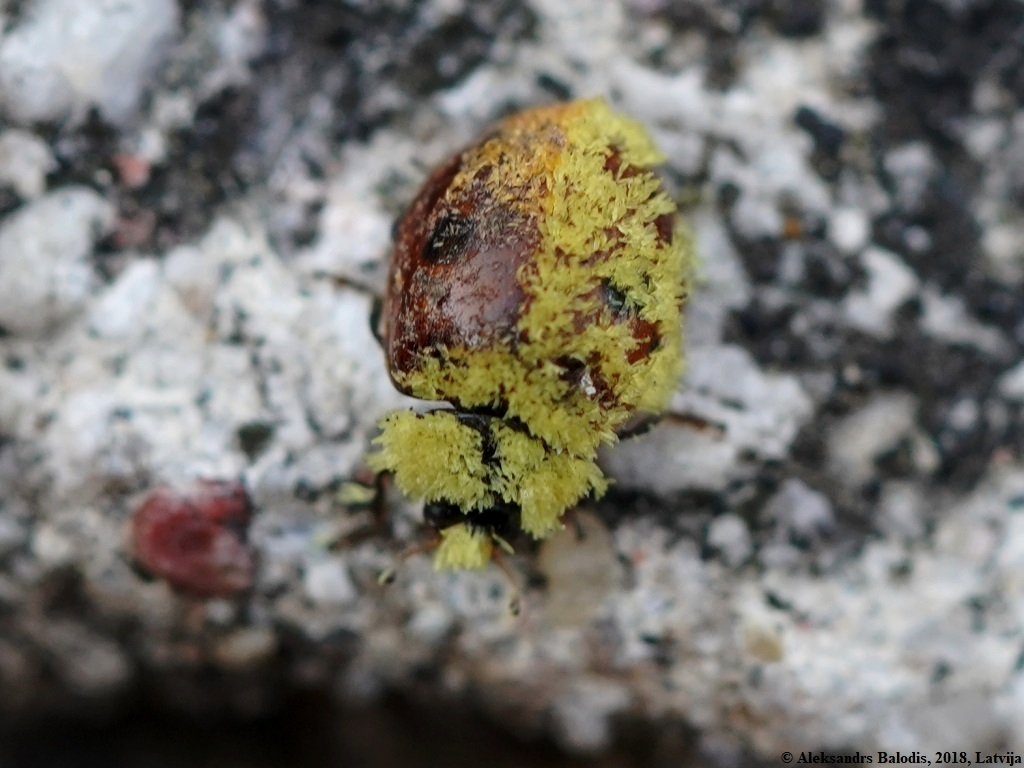
Hesperomyces virescens (jaune, Laboulbeniomycetes)
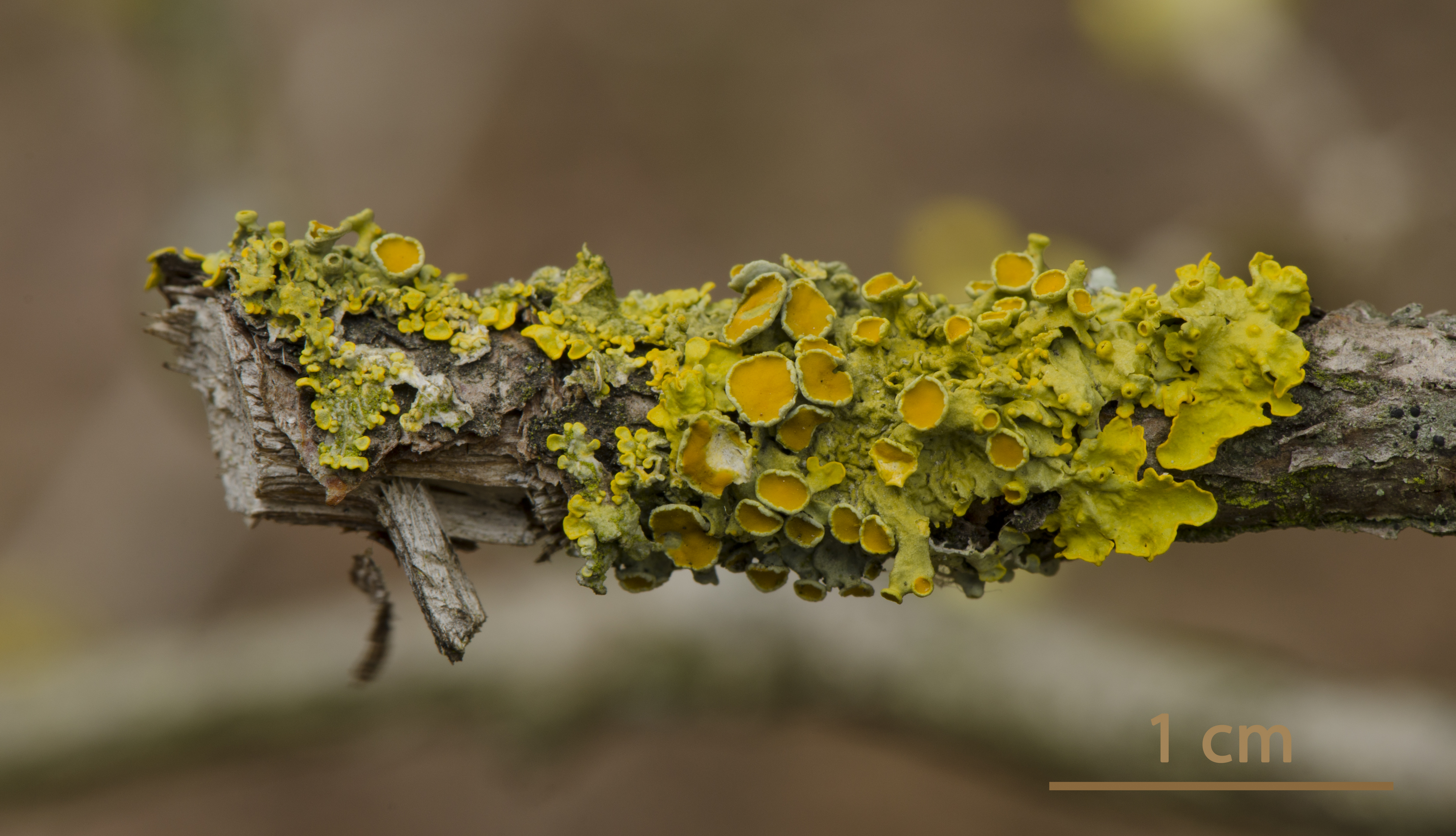
Xanthoria parietina (Lecanoromycetes)
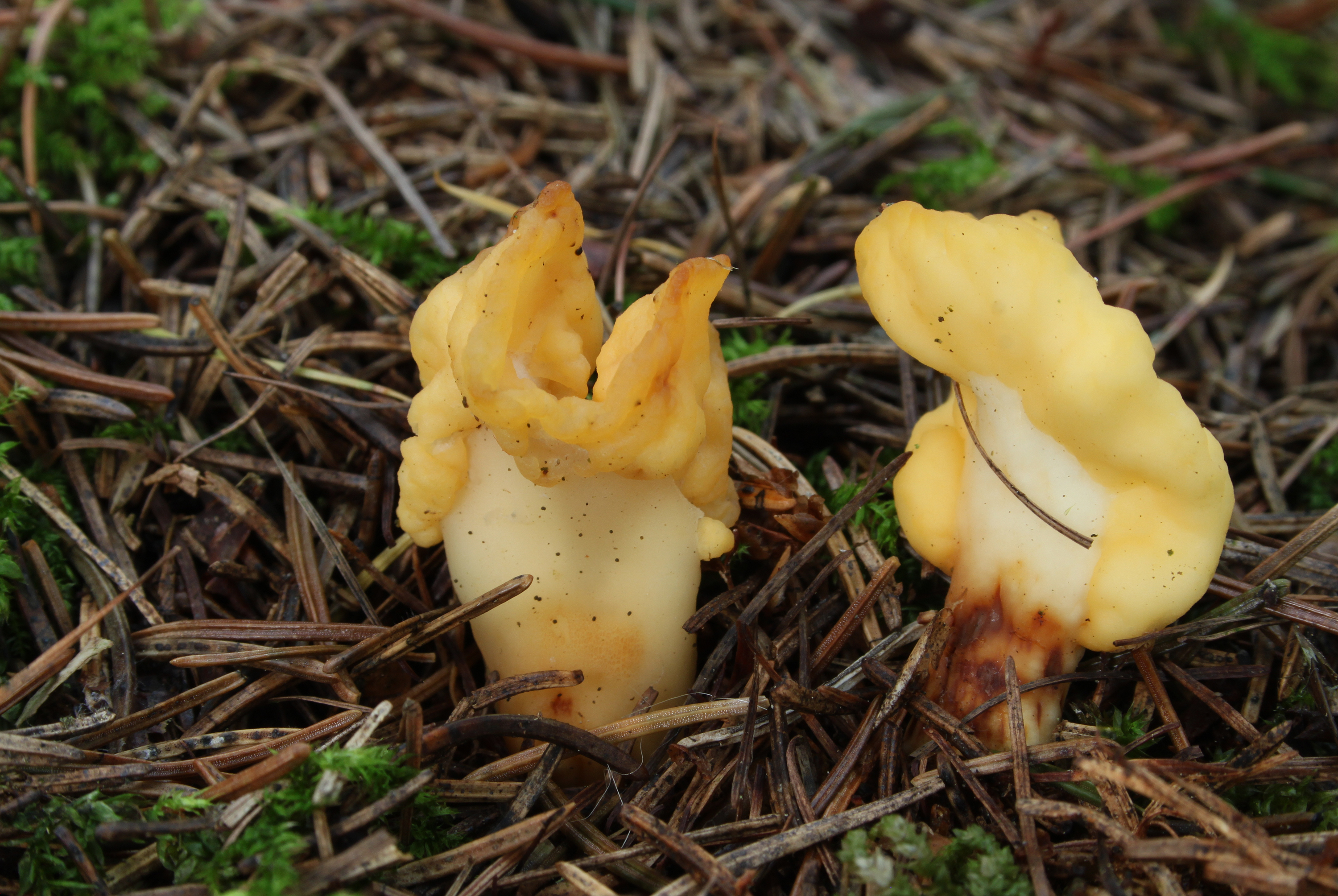
Spathularia flavida (Leotiomycetes)
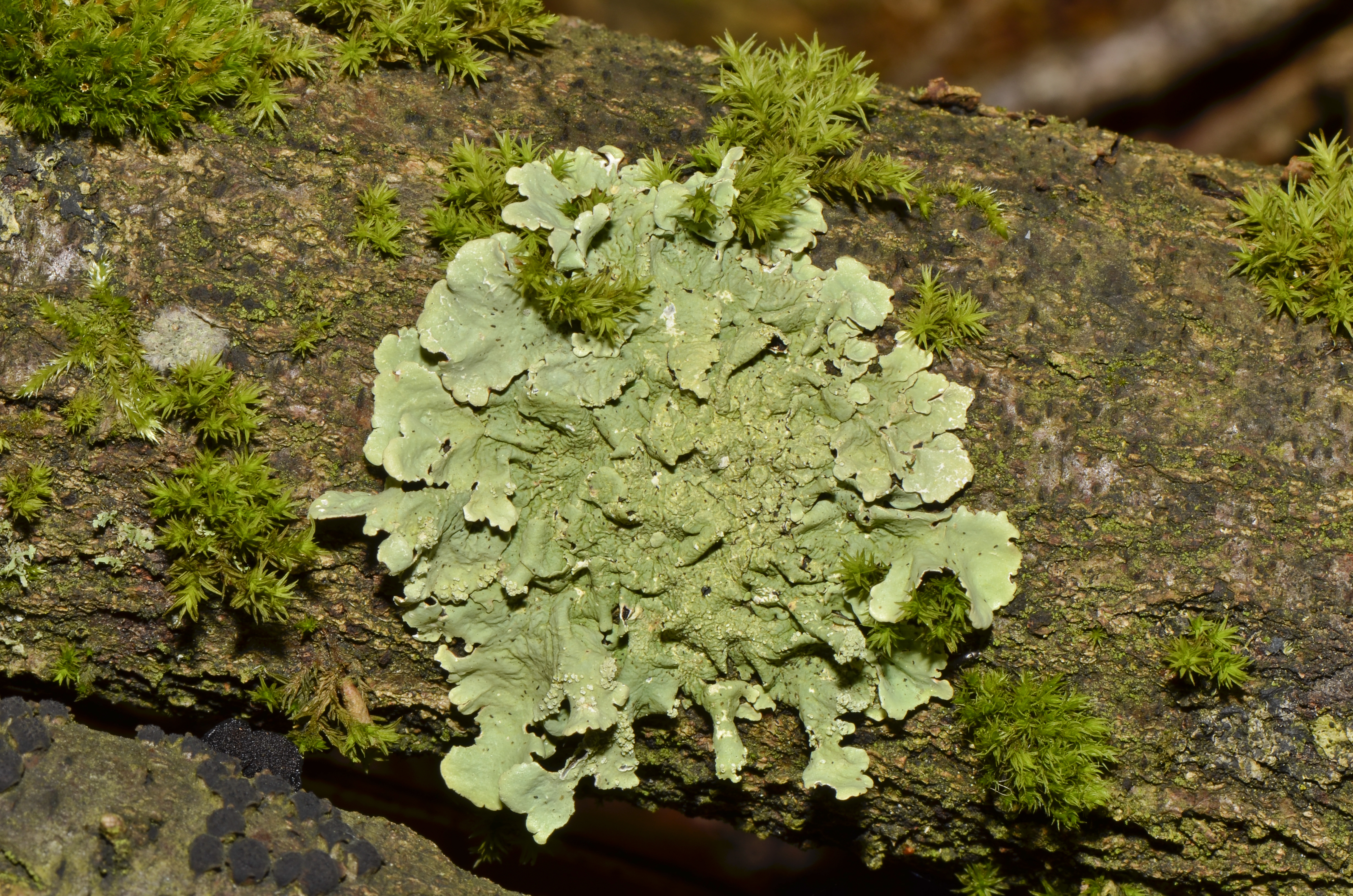
Flavoparmelia caperata (Lichinomycetes)
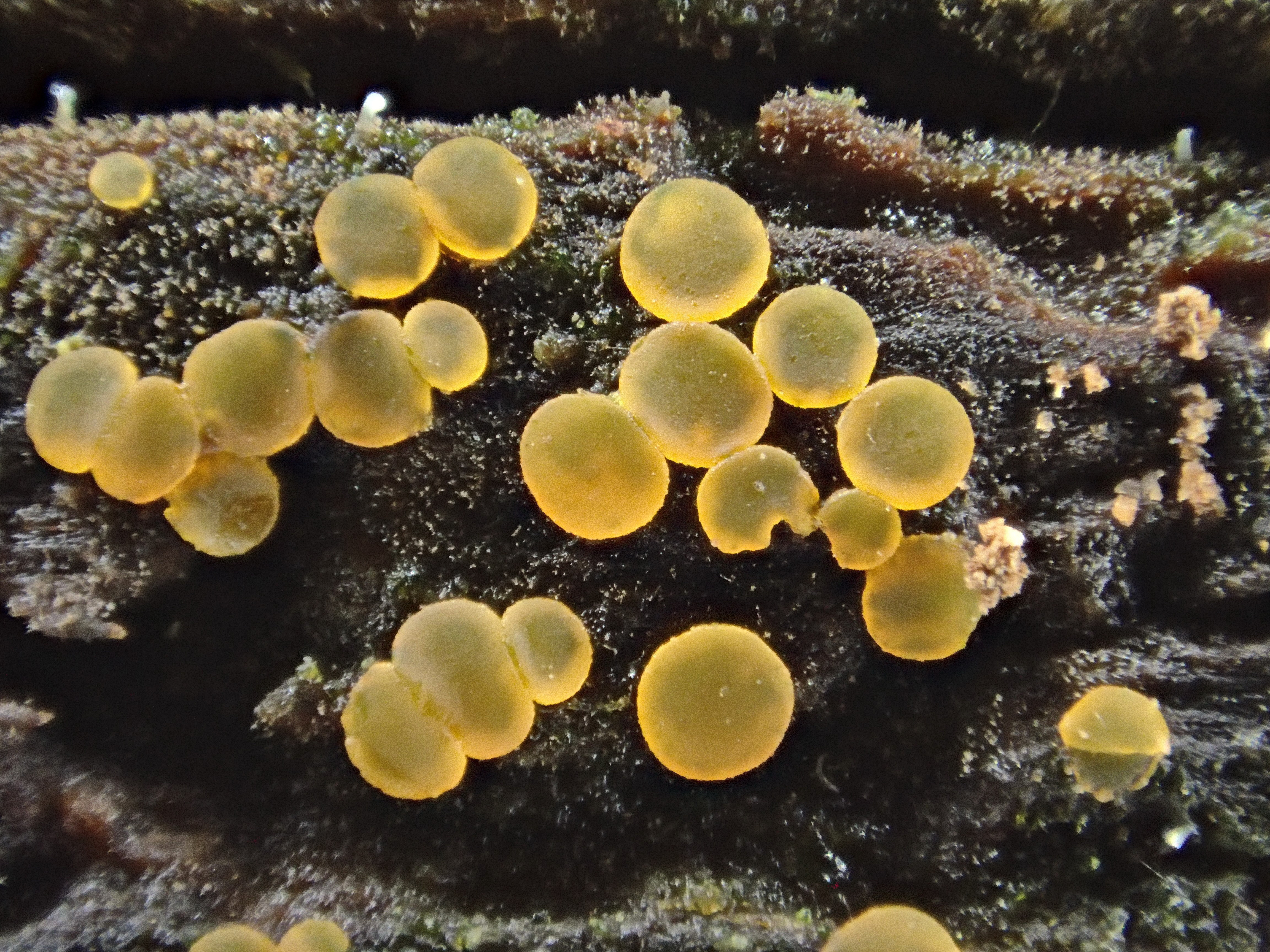
Orbilia xanthostigma (Orbiliomycetes)
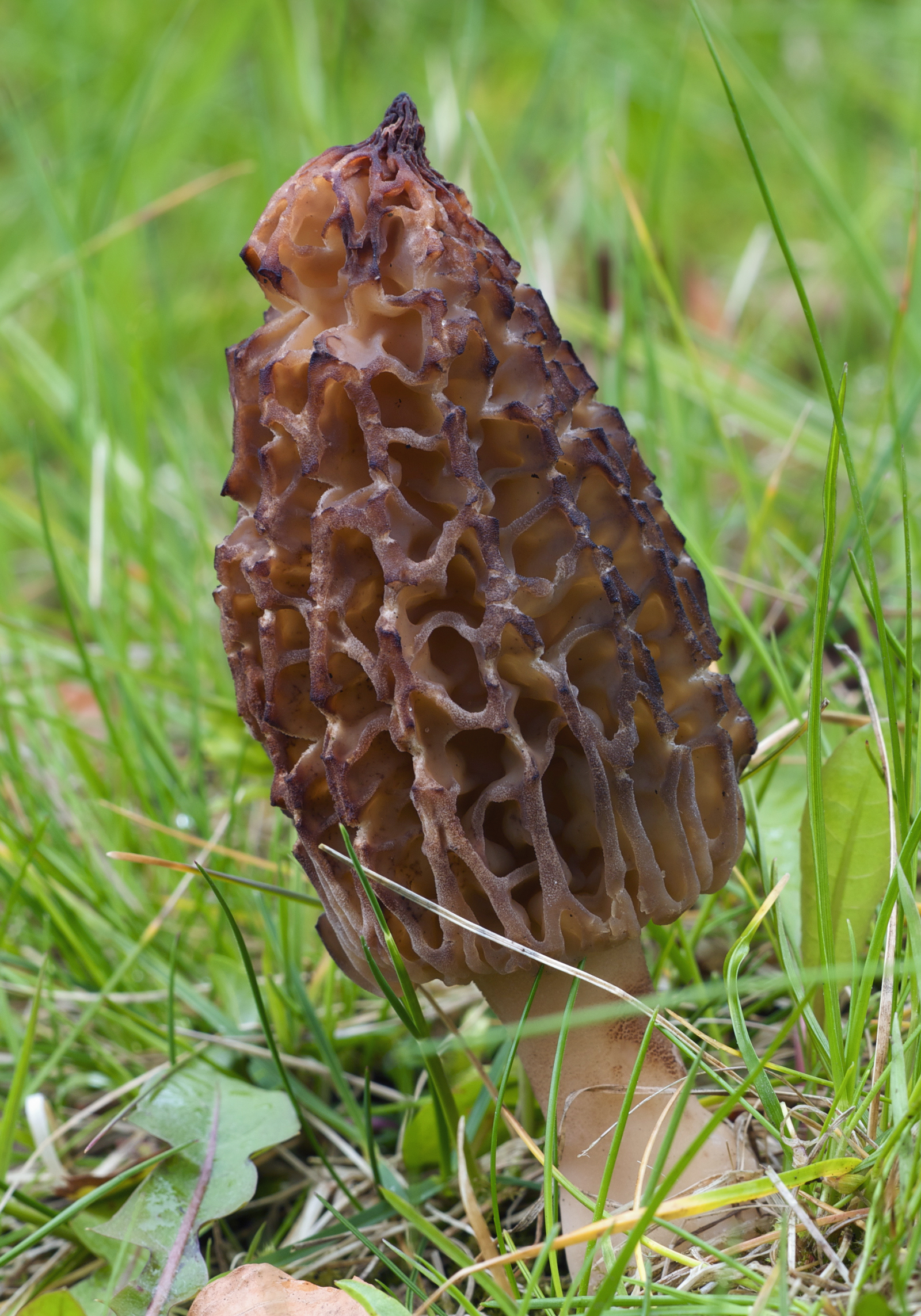
Morchella conica (Pezizomycetes)
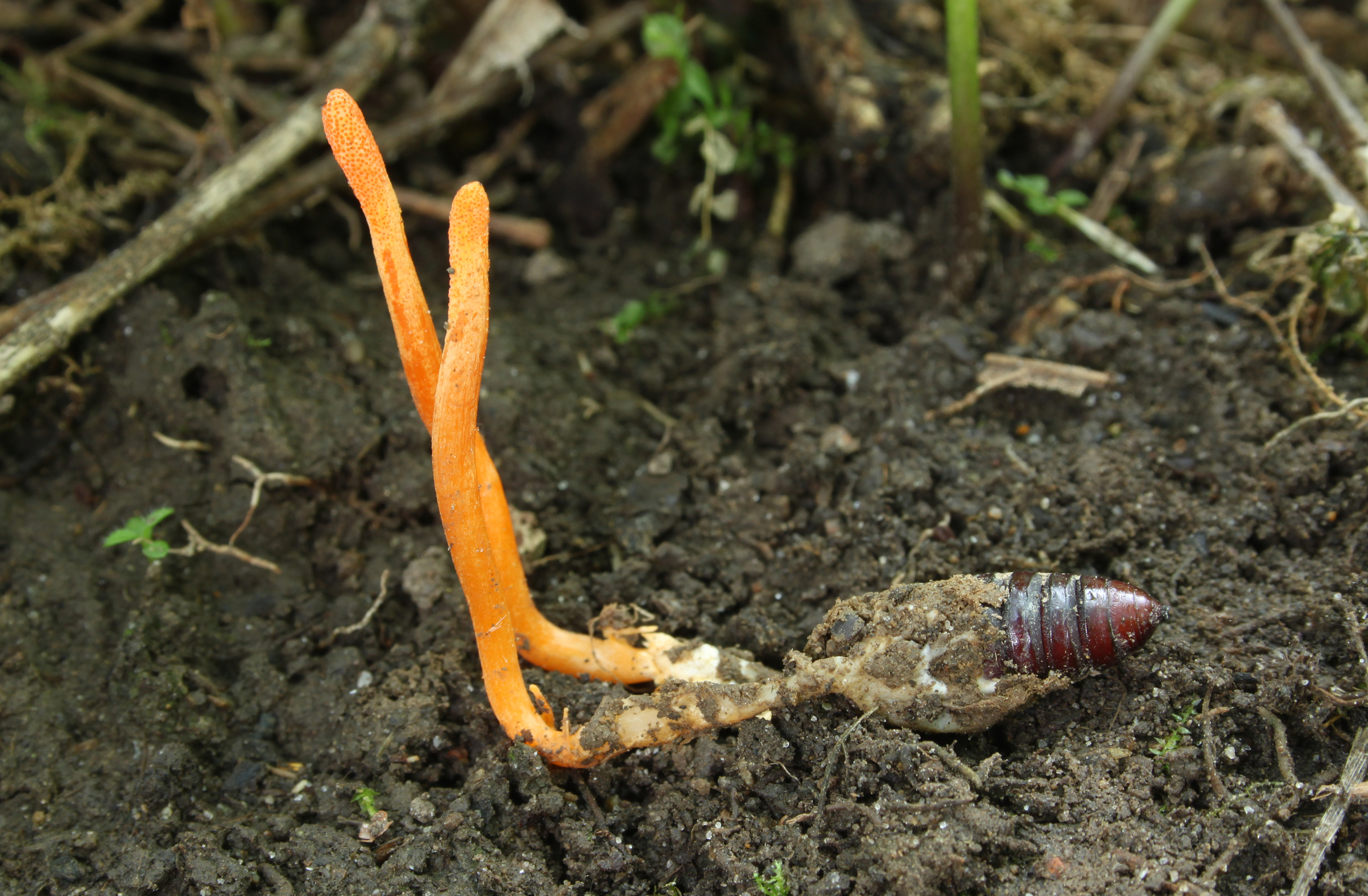
Cordyceps militaris (Sordariomycetes)
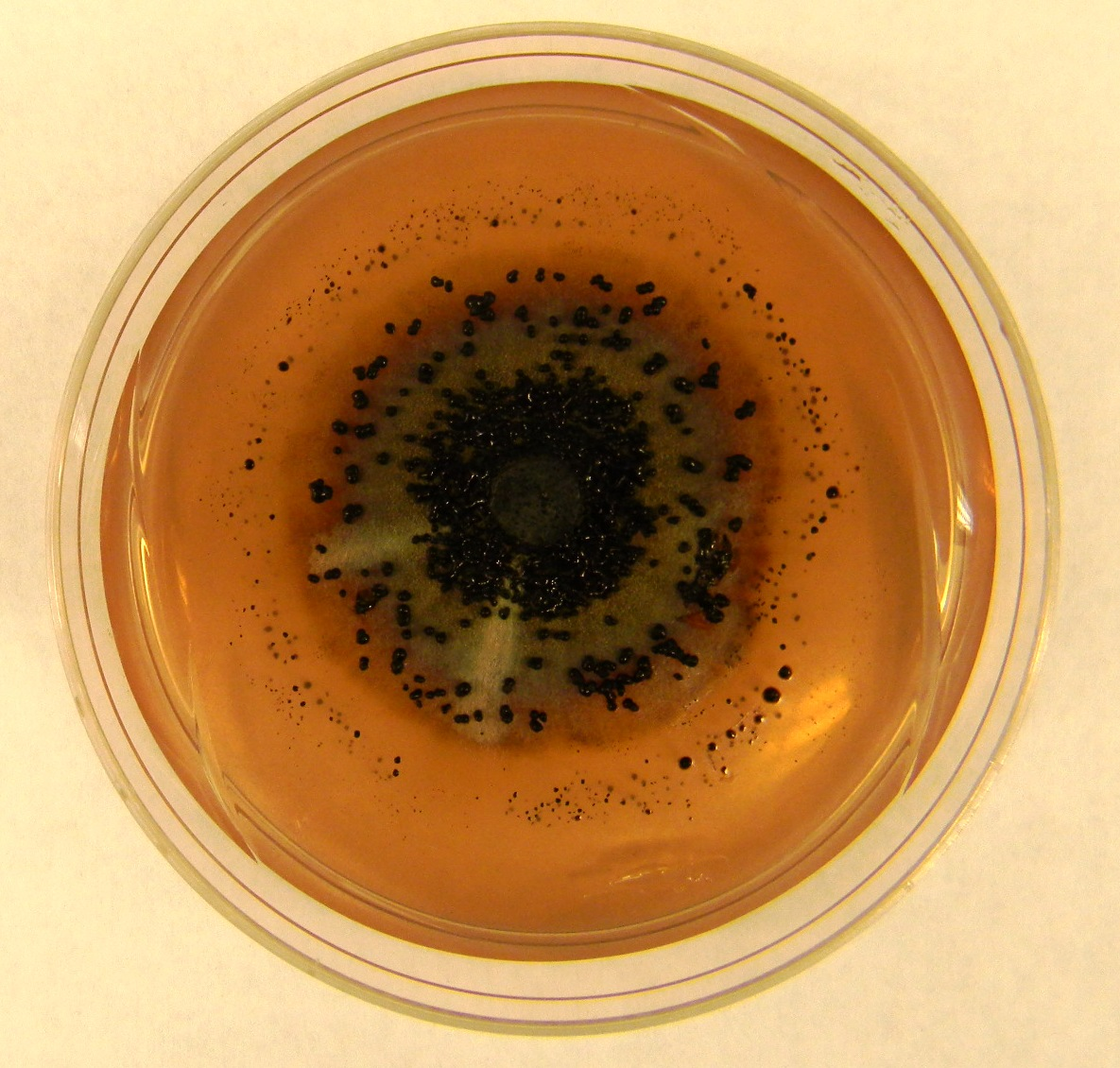
Xylona heveae (Xylonomycetes)

### Phylogramme
Relations phylogéniques dans les Pezizomycotina, Selon Outline of Ascomycota — 2009 :
|  | Dothideomycetes |
|  |                 |
|  | Arthoniomycetes |
|  |                 |

|  | Leotiomycetes                                                          |
|  |                                                                        |
|  | \| \| Sordariomycetes \| \| \| \| \| \| Laboulbeniomycetes \| \| \| \| |
|  |                                                                        |
|  | Sordariomycetes                                                        |
|  |                                                                        |
|  | Laboulbeniomycetes                                                     |
|  |                                                                        |

|  | Sordariomycetes    |
|  |                    |
|  | Laboulbeniomycetes |
|  |                    |

|  | Dothideomycetes |
|  |                 |
|  | Arthoniomycetes |
|  |                 |

|  | Leotiomycetes                                                          |
|  |                                                                        |
|  | \| \| Sordariomycetes \| \| \| \| \| \| Laboulbeniomycetes \| \| \| \| |
|  |                                                                        |
|  | Sordariomycetes                                                        |
|  |                                                                        |
|  | Laboulbeniomycetes                                                     |
|  |                                                                        |

|  | Sordariomycetes    |
|  |                    |
|  | Laboulbeniomycetes |
|  |                    |

|  | Dothideomycetes |
|  |                 |
|  | Arthoniomycetes |
|  |                 |

|  | Leotiomycetes                                                          |
|  |                                                                        |
|  | \| \| Sordariomycetes \| \| \| \| \| \| Laboulbeniomycetes \| \| \| \| |
|  |                                                                        |
|  | Sordariomycetes                                                        |
|  |                                                                        |
|  | Laboulbeniomycetes                                                     |
|  |                                                                        |

|  | Sordariomycetes    |
|  |                    |
|  | Laboulbeniomycetes |
|  |                    |

|  | Dothideomycetes |
|  |                 |
|  | Arthoniomycetes |
|  |                 |

|  | Leotiomycetes                                                          |
|  |                                                                        |
|  | \| \| Sordariomycetes \| \| \| \| \| \| Laboulbeniomycetes \| \| \| \| |
|  |                                                                        |
|  | Sordariomycetes                                                        |
|  |                                                                        |
|  | Laboulbeniomycetes                                                     |
|  |                                                                        |

|  | Sordariomycetes    |
|  |                    |
|  | Laboulbeniomycetes |
|  |                    |